# King's Quest III: To Heir Is Human
King's Quest III: To Heir Is Human è un'avventura grafica sviluppata e pubblicata dalla Sierra On-Line per computer MS-DOS, Amiga, Atari ST, Mac OS, Apple II, Apple IIGS e TRS-80 Color Computer. Il videogioco fa parte della serie di King's Quest.
Il sottotitolo, "ereditare è umano", è un gioco di parole sul modo di dire to err is human (errare è umano).